# Oficina Postal de los Estados Unidos–Canal Street Station
La Oficina Postal de los Estados Unidos–Canal Street Station  es una Oficina Postal histórica ubicada en Nueva York, Nueva York. La US Post Office-Canal Street Station se encuentra inscrita  en el Registro Nacional de Lugares Históricos desde el 11 de mayo de 1989.  

## Ubicación
La US Post Office-Canal Street Station se encuentra dentro del condado de Nueva York en las coordenadas 40°44′18″N 74°00′14″O / 40.738333, -74.003889.